# 默雷恩灣
68°35′S 67°8′W / 68.583°S 67.133°W
默雷恩灣是南極洲的海灣，位於葛拉漢地的法利埃海岸，處於米科爾森灣北端，由美國探險隊命名，現時由南極條約體系管理。